# Eranina humeralis
Eranina humeralis là một loài bọ cánh cứng trong họ Cerambycidae.